# Kuppenheim
Kuppenheim (alemannisch Kuppene) ist eine Stadt im Westen von Baden-Württemberg bei Rastatt.

## Geographie

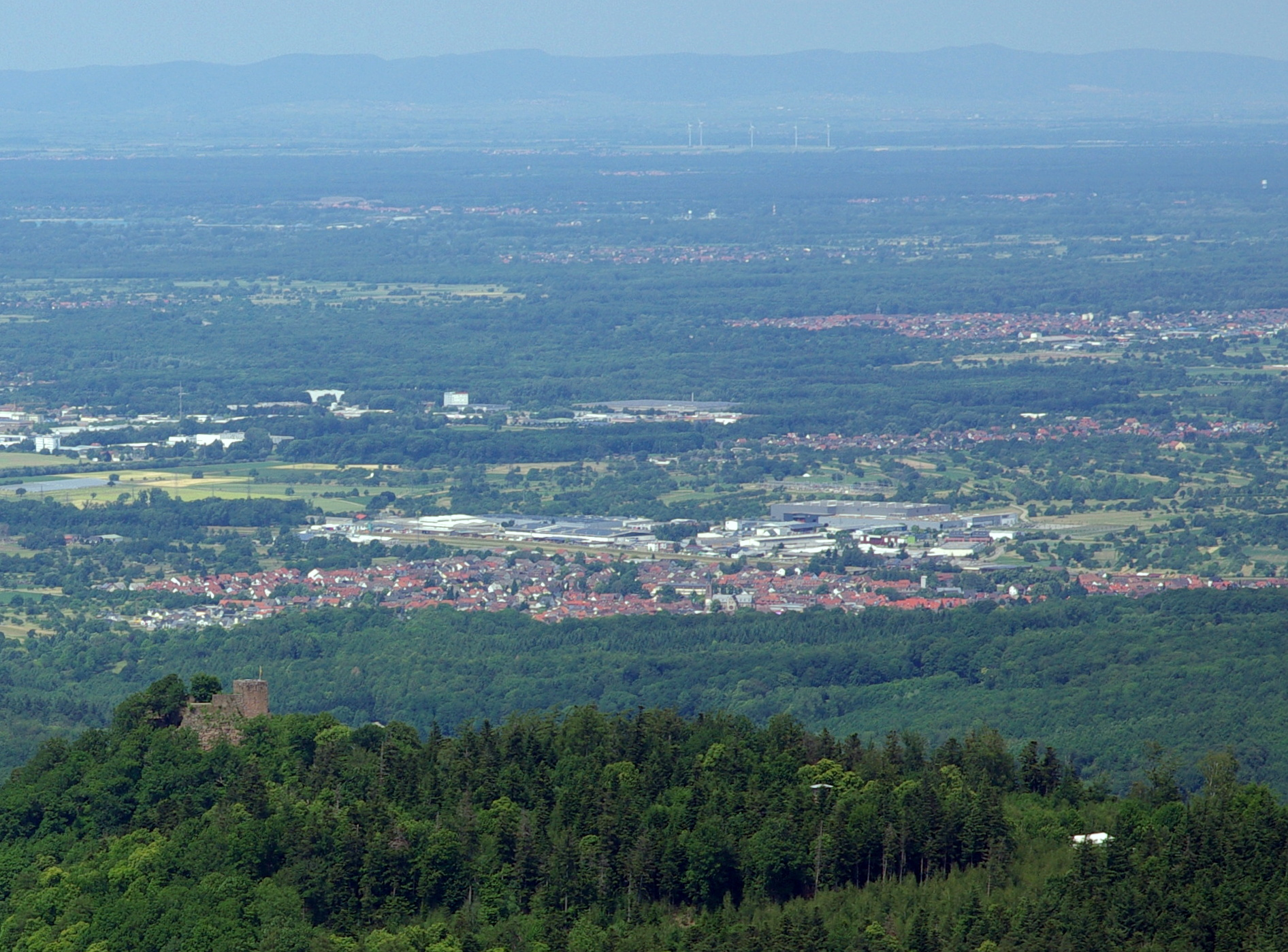
Blick vom Merkur im Schwarzwald nordwestwärts über die Ruine Alt-Eberstein auf Kuppenheim und die Rheinebene bis zum Pfälzerwald

### Lage
Kuppenheim liegt am Übergang von der Oberrheinischen Tiefebene zum Nordschwarzwald und zum Murgtal, weswegen die Kommune neben „Knöpflestadt“ auch das „Tor zum Murgtal“ genannt wird. Noch in der Stadt beginnt die Vorbergzone zum Schwarzwald anzusteigen. Die Höhenlagen auf Kuppenheimer Gemarkung reichen von 118 m im Gewann „Unterer Eichelplan“ über 127 m in der Stadtmitte bis 297,6 m Höhe auf dem Dürrenberg.
Die Flächen östlich der L 67 (Friedrichstraße) und südlich der Murg gehören zum Naturpark Schwarzwald Mitte/Nord. Südlich an die Bebauung Kuppenheims und Oberndorfs schließt sich das Landschaftsschutzgebiet Untere Murg an, das über 60 % des Gemeindegebiets umfasst.

### Nachbargemeinden
Im Uhrzeigersinn, von Norden beginnend:
- Muggensturm
- Bischweier
- Gaggenau, mit dem Stadtteil Bad Rotenfels und der Kernstadt
- Baden-Baden, mit den Stadtteilen Ebersteinburg und Haueneberstein
- Rastatt, mit den Stadtteilen Förch, Niederbühl und Rauental

### Stadtgliederung
Die Stadt Kuppenheim gliedert sich in die Kernstadt Kuppenheim und den Stadtteil Oberndorf. Die räumlichen Grenzen sind jeweils identisch mit denen der früheren Gemeinden gleichen Namens. Die offizielle Benennung des Stadtteils Oberndorf erfolgt in der Form „Kuppenheim-Oberndorf“.
Zur Kernstadt Kuppenheim gehört die Stadt Kuppenheim. Zum Stadtteil Oberndorf gehört das Dorf Oberndorf. Im Gebiet der Kernstadt liegen die Wüstungen Gigersberg und Fichtental.

## Geschichte

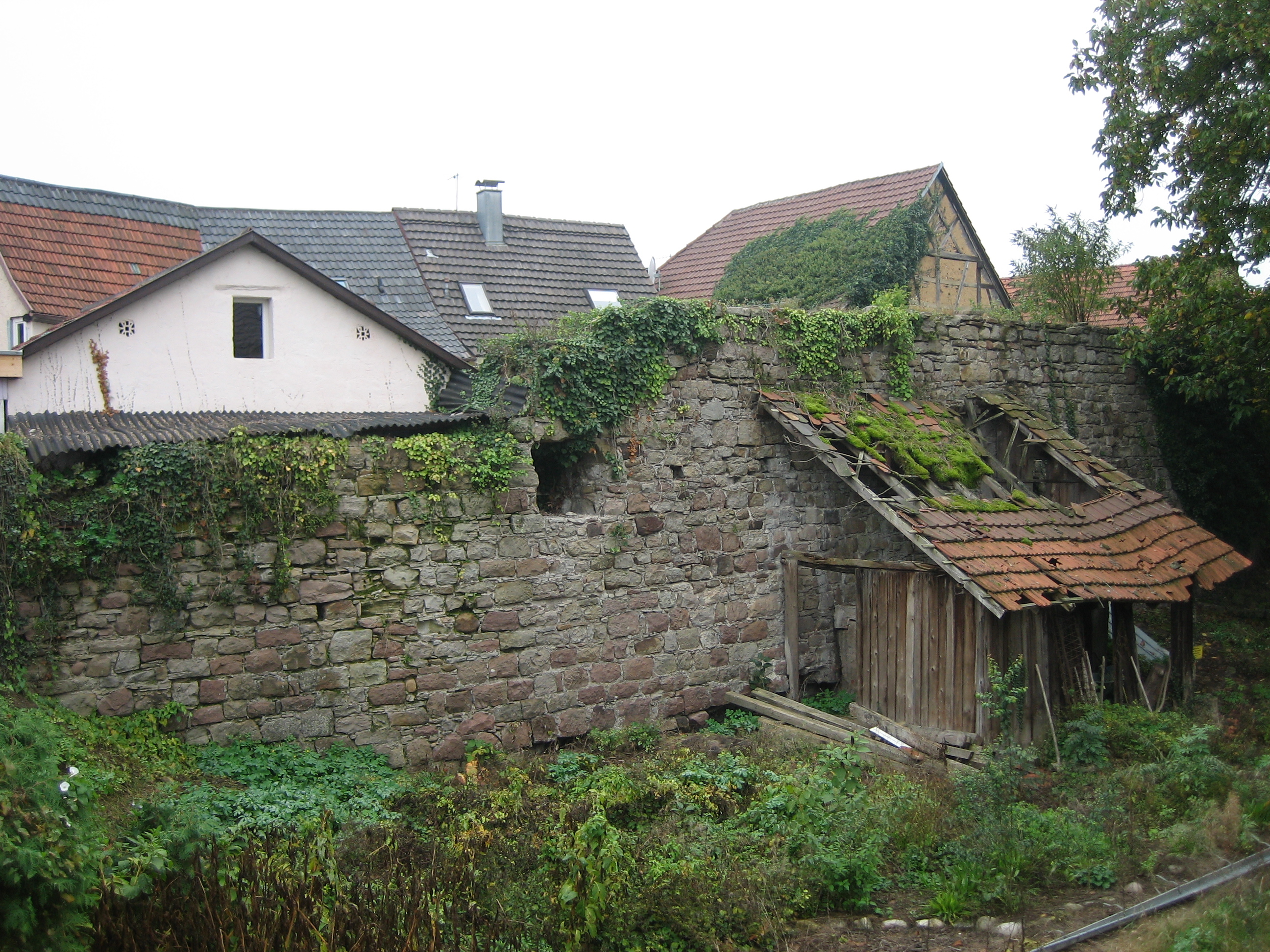
Reste der Stadtmauer

Wann Kuppenheim gegründet wurde, ist unklar, sicher ist aber, dass es schon zur Römerzeit eine Ansiedlung auf Kuppenheimer Gemarkung gab, da hier die damals wichtigen Römerstraßen entlang der Vorberge des Schwarzwalds führten, auf deren Fundamenten noch heute z. B. die Landstraße L67 nach Baden-Baden entlangführt.
Kuppenheim selbst wurde um 1095 als „Cuppenheim“ erstmals urkundlich erwähnt. Es ist der althochdeutsche Personenname Kuppo/Kobbo namensgebend. Kuppenheim war zu dieser Zeit der bedeutendste Ort des Ufgaus, einer Landschaft gelegen zwischen der südlichen Ortenau und dem nördlichen Kraichgau. Zudem ist die Murg die frühere Grenze zwischen dem alemannischen und dem südfränkischen Sprachgebiet. Dadurch weist der alte Kuppenheimer Dialekt, der zu den niederalemannischen Dialekten gehört, südrheinfränkische Sprachmerkmale auf.

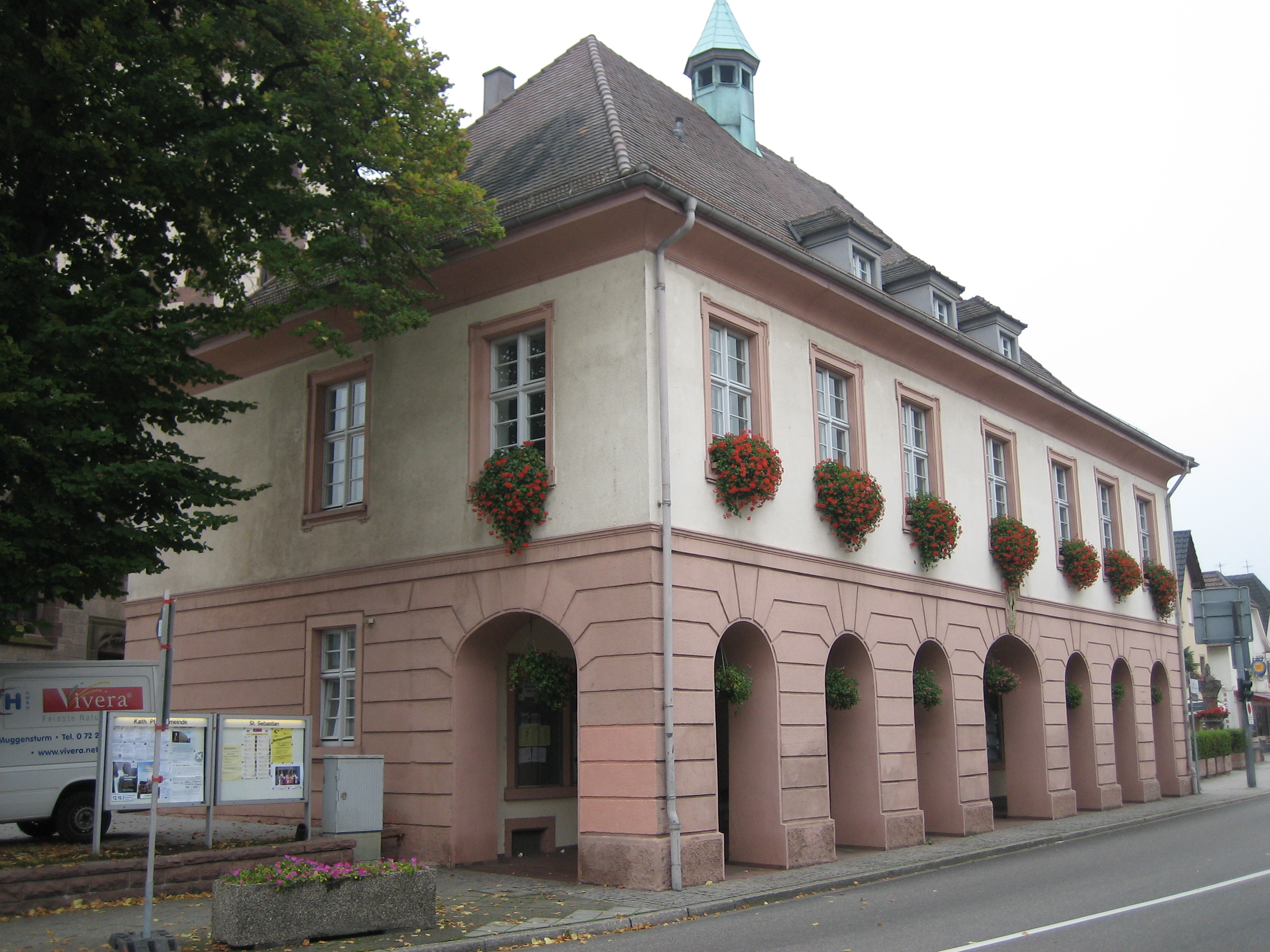
Altes Rathaus, erbaut 1730. Ansicht von Norden

Im Jahr 1283 wurde die Stadt von den Grafen von Eberstein, die den Zenit ihrer Macht bereits überschritten hatten, an die Markgrafen von Baden verkauft. 1453 ist sogar von einer „Amptsstatt Cuppenheim“ die Rede, zu der 14 Dörfer gehörten. Ab 1500 lag die Stadt außerdem im Schwäbischen Reichskreis. 
1535 wurde Kuppenheim zur Oberamtsstadt der Markgrafschaft Baden-Baden erhoben und war für mehr als 22 Dörfer zuständig. 
1689 wurde Kuppenheim während des Pfälzischen Erbfolgekriegs „bis auf ein Haus“ niedergebrannt und verlor seinen Status als Oberamtsstadt. Dieser ging auf Rastatt über, die Residenzstadt der Markgrafschaft Baden-Baden. Nach einem schleppenden Wiederaufbau zu Anfang des 18. Jahrhunderts wuchs die Stadt zusehends über die vormalige Stadtmauer hinaus. 
Am 9. Juli 1796 fand die Schlacht bei Malsch statt. 
Die Reste der Befestigungsanlagen wurden zu Beginn des 19. Jahrhunderts geschleift; erhalten blieben nur Teile der Stadtmauer.
Zu dieser Zeit wirkte in Kuppenheim als Stadtpfarrer Pfarr-Rektor Franz Joseph Herr, ein bedeutender Geistlicher, der sowohl die Stadtkirche als auch die Antoniuskapelle renovieren bzw. neu erbauen ließ. Herr, vermutlich ein unehelicher Abkömmling von Großherzog Karl Friedrich von Baden, ist Ehrenbürger der Stadt Kuppenheim.

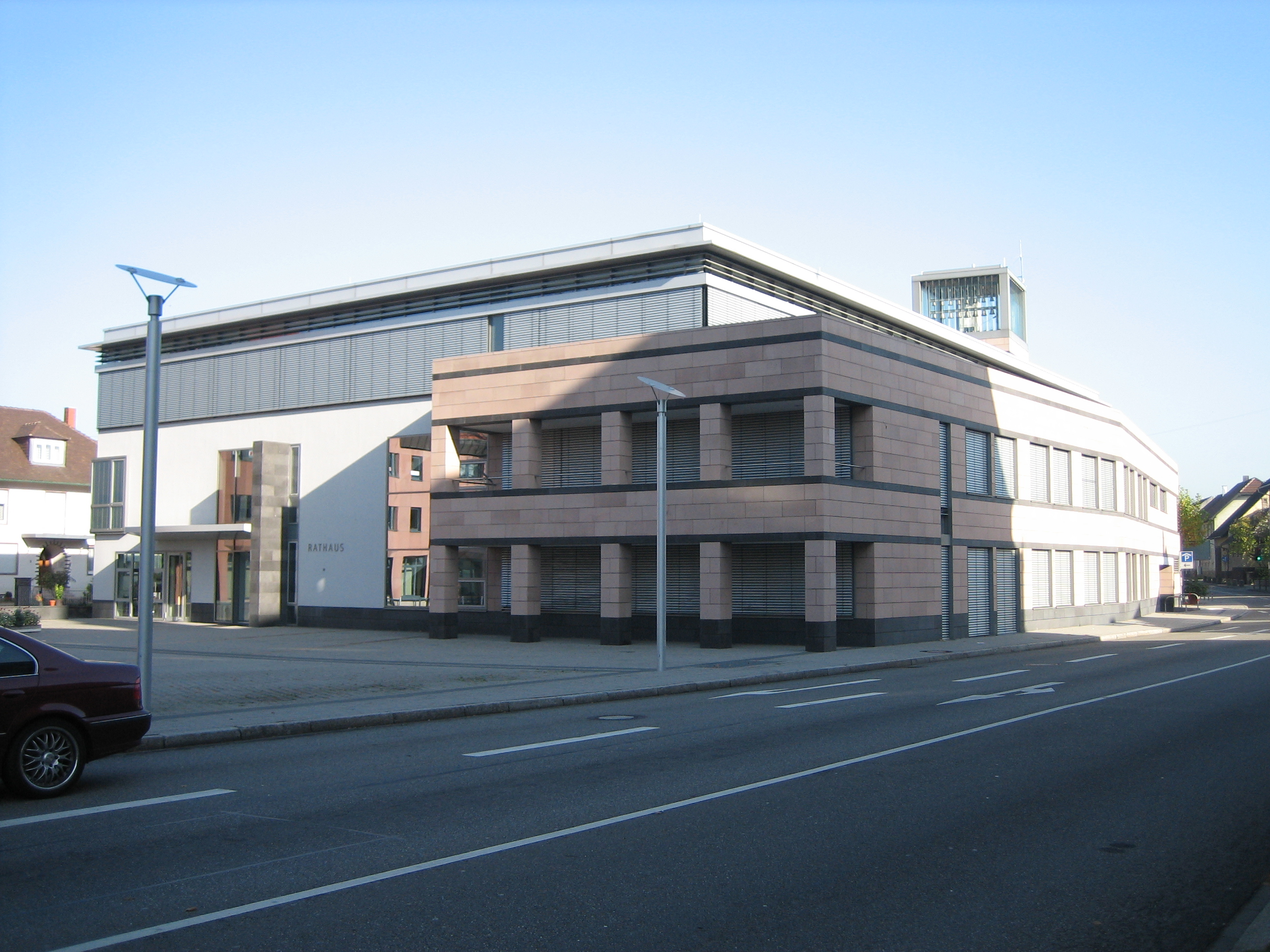
Das neue Rathaus auf dem Friedensplatz

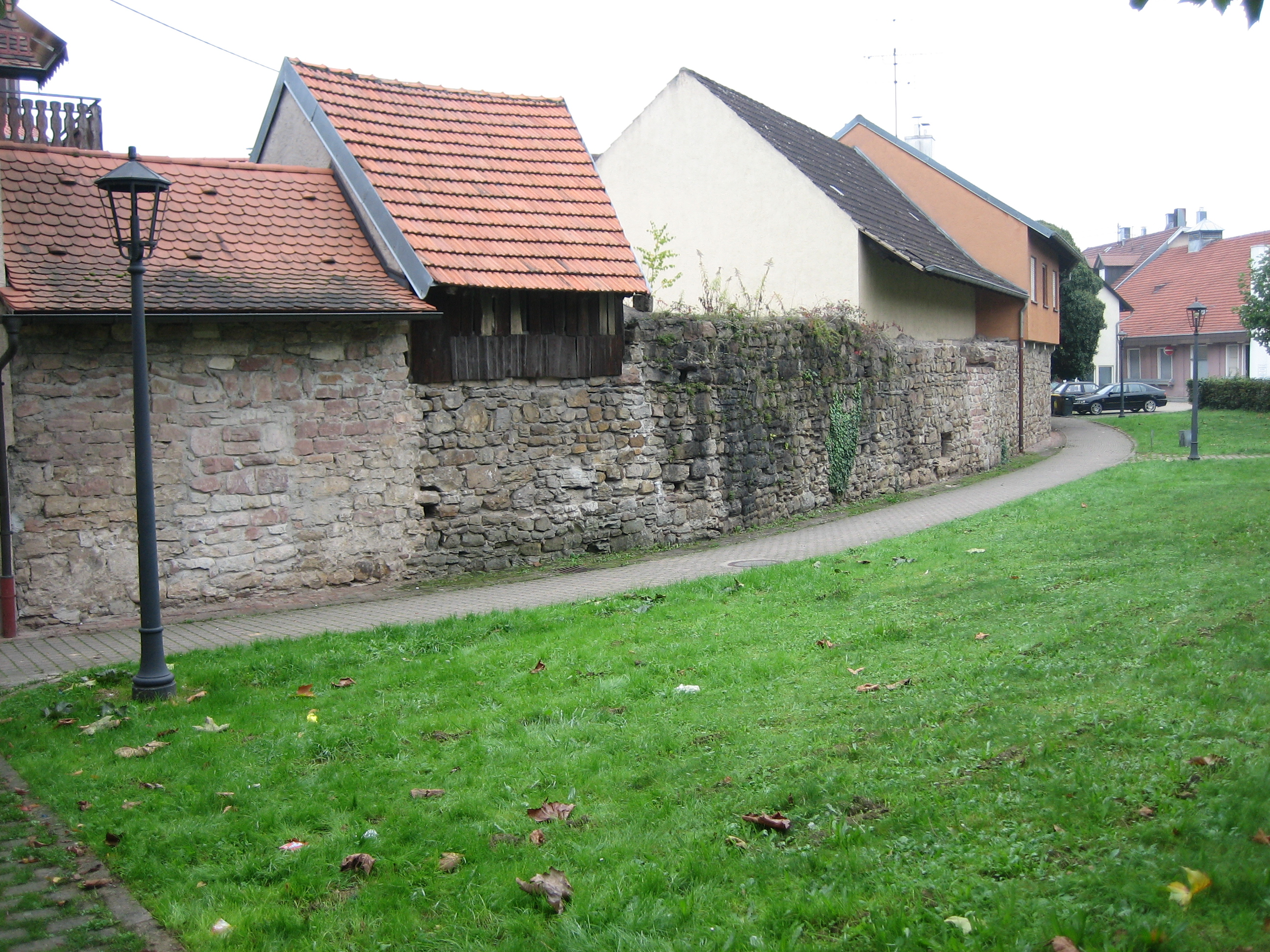
Ochsengraben mit Stadtmauer

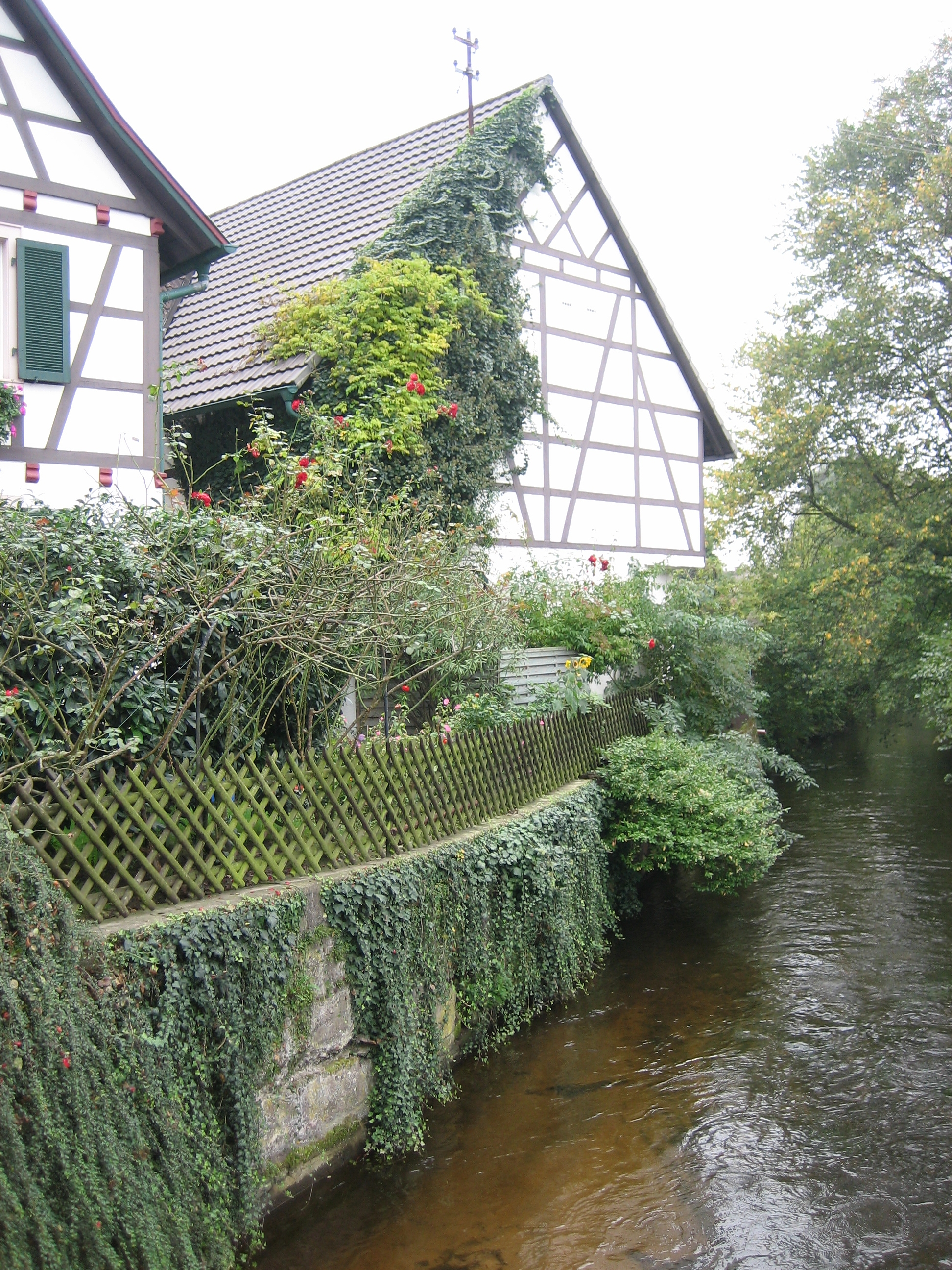
Mühlkanal in der Friedrichstraße

Im Verlauf der Badischen Revolution war Kuppenheim im Jahr 1849 einer der Brennpunkte der Gefechte an der Murglinie zwischen Freischärlern und preußischen Interventionstruppen. Auch im Rahmen der Belagerung der Festung Rastatt war preußisches Militär in Kuppenheim stationiert.
Nachdem im Ersten Weltkrieg auch viele Kuppenheimer gefallen waren, trafen die Inflation und die Hyperinflation 1923 Kuppenheim schwer. Hinzu kam, dass Kuppenheim in der demilitarisierten Zone lag. Viele Bürger wanderten daher in dieser Zeit in die USA aus. Ein Auswanderer aus Kuppenheim baute in den USA im 19. Jahrhundert einen großen Textilkonzern auf und nannte ihn „Kuppenheimer“.
Auch die Zeit des Nationalsozialismus ließ Kuppenheim nicht unberührt, insbesondere was das Schicksal seiner jüdischen Bürger betraf. 1935 verlor Kuppenheim vorübergehend das Stadtrecht. Der couragierte Stadtpfarrer Heinrich Geiler, ein weiterer Ehrenbürger der Stadt, ließ sich weder vor noch nach der Machtergreifung durch das NS-Regime, ungeachtet drohender persönlicher Folgen, auf der Kanzel und in seinem Kirchenblatt davon abhalten, eine deutliche Sprache wider das Regime zu sprechen. Später wurde eine Straße nach ihm benannt.
Im Zweiten Weltkrieg kam Kuppenheim relativ glimpflich davon.
Im Jahr 1950 verlieh der damalige Präsident des Landes (Süd-)Baden, Leo Wohleb, Kuppenheim wieder das Stadtrecht.

### Die Sage von der Knöpflestadt
Im Dreißigjährigen Krieg entstand die Bezeichnung „Knöpflestadt“, dem bekanntesten Spitznamen Kuppenheims. Der Sage nach wurden die Kuppenheimer von den Schweden belagert und als die Nahrungsvorräte langsam zur Neige gingen, entschloss man sich zu einer List: Jeder sollte alles verfügbare Mehl und Eier zusammentragen, um daraus „Knöpfle“, eine Art Spätzle, zu kochen. Diese wurden dann über die Stadtmauer geworfen, um den Feind glauben zu machen, man habe noch genug Vorräte. Da brachen die Schweden die vermeintlich erfolglose Belagerung ab und Kuppenheim war gerettet.

### Zur Geschichte der jüdischen Gemeinde
Erste Zeugnisse jüdischen Lebens in Kuppenheim datieren bis ins frühe 15. Jahrhundert zurück, die letzten Juden wurden am 22. und 23. Oktober 1940 in das Sammellager Gurs und dessen Überlebende in das KZ Auschwitz deportiert. Keiner der deportierten Kuppenheimer jüdischen Bürger überlebte die Shoa. 
Die erste Erwähnung einer Synagoge datiert auf das Jahr 1714; in Kuppenheim dürfte damit die älteste Synagoge des heutigen Landkreises Rastatt gestanden haben. Während der Novemberpogrome 1938 („Reichskristallnacht“) wurde sie gebrandschatzt und weitgehend zerstört, die Trümmer wurden erst Jahre später abgetragen. Neben der Synagoge wurde 1826 ein jüdisches Schulhaus erbaut. Im Vorgängerbau befanden sich zwei Frauenbäder (Mikwe).
Der jüdische Friedhof wurde 1694 erstmals schriftlich erwähnt. Wie für jüdische Friedhöfe üblich, musste auch der Kuppenheimer in einiger Entfernung zum Ort angelegt werden, und zwar auf dem Mergelberg, direkt oberhalb des heutigen Schützenhauses. Auf diesem Friedhof wurden Juden aus der ganzen mittelbadischen Region und darüber hinaus beerdigt. Im November 1938 wurde während der Novemberpogrome die Aussegnungshalle zerstört, und bis Ende des Zweiten Weltkrieges wurden von Nationalsozialisten etliche Grabsteine umgeworfen. 
| Bilder vom jüdischen Friedhof in Kuppenheim | Bilder vom jüdischen Friedhof in Kuppenheim | Bilder vom jüdischen Friedhof in Kuppenheim | Bilder vom jüdischen Friedhof in Kuppenheim | Bilder vom jüdischen Friedhof in Kuppenheim | Bilder vom jüdischen Friedhof in Kuppenheim |
| ------------------------------------------- | ------------------------------------------- | ------------------------------------------- | ------------------------------------------- | ------------------------------------------- | ------------------------------------------- |
|                                             |                                             |                                             |                                             |                                             |                                             |

### Eingemeindungen
| Oberndorf | Seit dem 1. Januar 1971 ist das 1288 erstmals urkundlich erwähnte Oberndorf ein Stadtteil von Kuppenheim. |

## Politik

### Gemeinderat
Der Gemeinderat hat 18 ehrenamtliche Mitglieder, die für fünf Jahre gewählt werden. Hinzu kommt der Bürgermeister als stimmberechtigter Gemeinderatsvorsitzender.
Die Kommunalwahl 2024 führte zu folgendem Ergebnis (in Klammern: Unterschied zu 2019):
| Gemeinderat 2024               | Gemeinderat 2024 | Gemeinderat 2024 | Gemeinderat 2024 | Gemeinderat 2024 |
| Partei / Liste                 | Stimmenanteil    | Sitze            |                  |                  |
| ------------------------------ | ---------------- | ---------------- | ---------------- | ---------------- |
| Freie Wähler                   | 44,0 % (+5,1)    | 8 (+1)           |                  |                  |
| CDU                            | 34,8 % (±0,0)    | 6 (±0)           |                  |                  |
| SPD                            | 21,2 % (+0,5)    | 4 (±0)           |                  |                  |
| Grüne                          | n. a. (−5,3)     | 0 (−1)           |                  |                  |
| Wahlbeteiligung: 59,8 % (-0,5) |                  |                  |                  |                  |

### Bürgermeister
Vor 1831 war Stabhalter die Bezeichnung des Bürgermeisters.
| - 1832–1838: Marzell Warth - 1838–1839: Wolfgang Jüngling - 1839–1844: Karl Bernard - 1844–1849: Lukas Müller - 1852–1861: Anton Walz - 1861–1875: Franz Tobias Hertweck - 1875–1882: Hermann Bernard - 1882–1887: Fidel Niedereder - 1887–1899: Sebastian Walz - 1899–1908: Lorenz Stemmle | - 1908–1922: Ignaz Walz - 1923–1945: Gustav Grathwohl - 1945–1946: Karl Feistkorn - 1946: Stefan Nunn - 1946–1948: Rochus Dörrer - 1949–1968: Adolf Walz - 1968–1979: Alfred Bachofer - 1980–2004: Werner Trauthwein - seit 2004: Karsten Mußler |

### Wappen

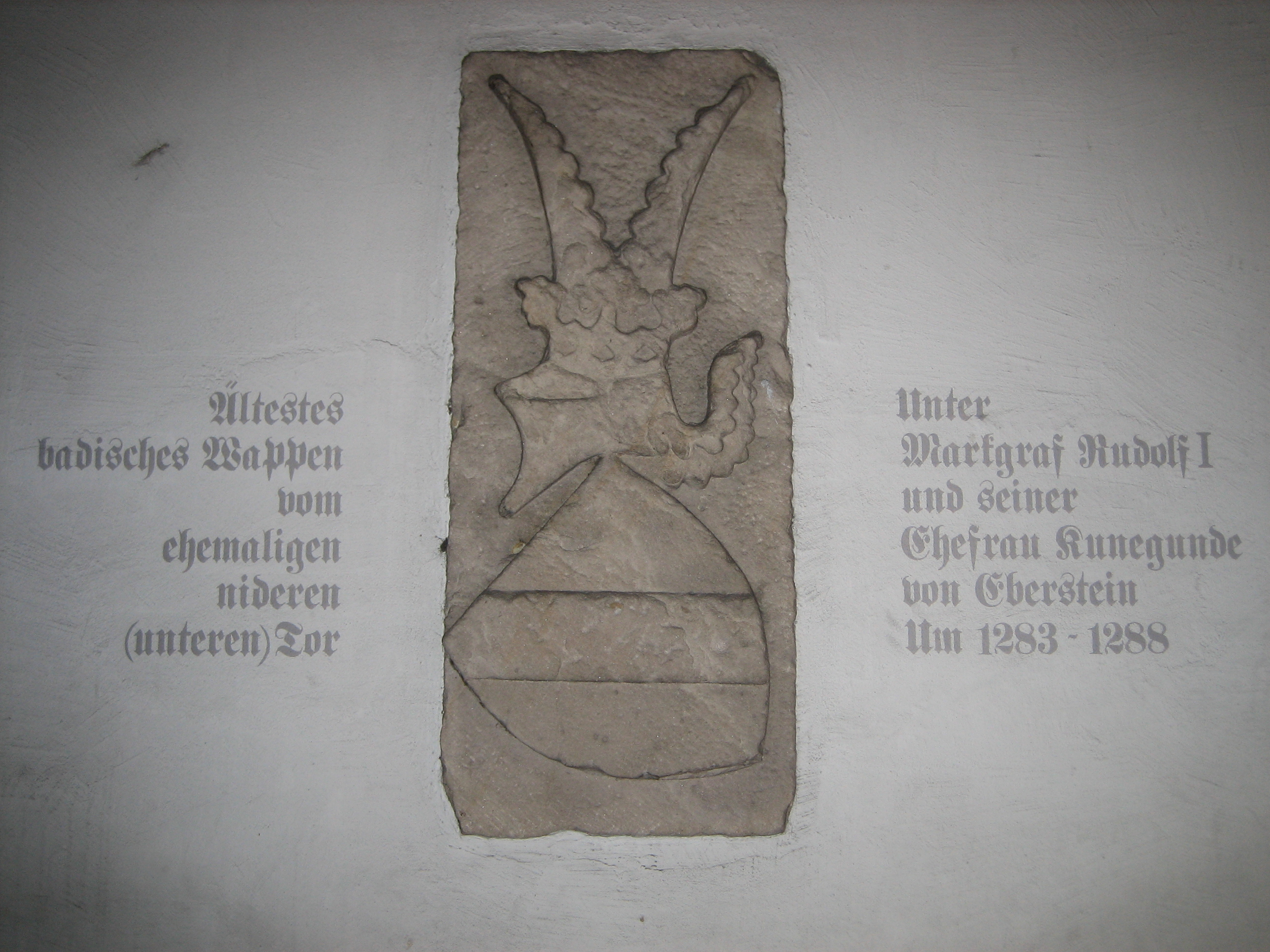
Ältestes in Stein gehauenes badisches Wappen
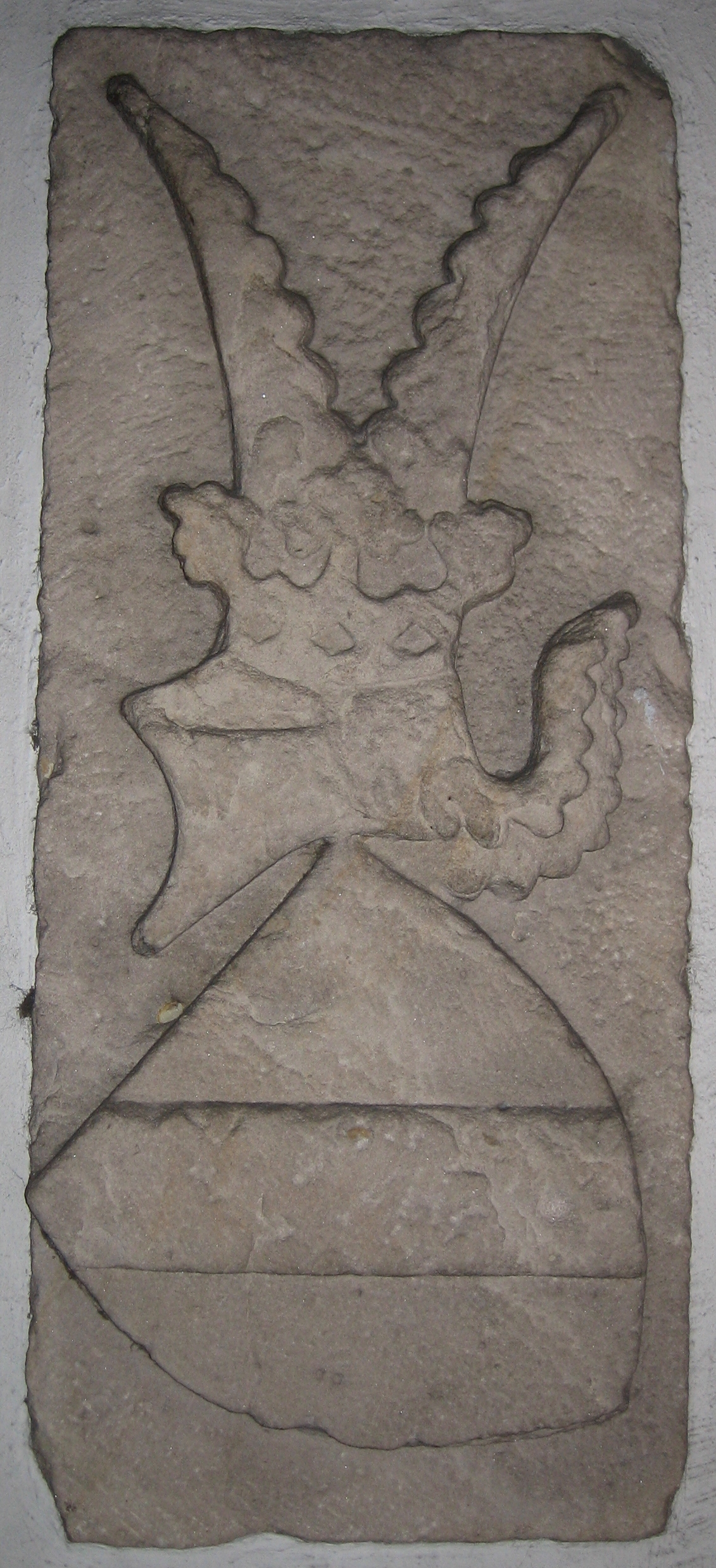
Nahaufnahme

Das Kuppenheimer Wappen besteht aus dem typischen badischen, goldenen Staatswappen mit rotem Schrägbalken. Im oberen Feld befindet sich ein Kleeblatt, das eher ein stilisiertes Kreuz darstellen soll, welches vermutlich für das Dekanat Kuppenheim stand. Im unteren Feld befindet sich eine Wolfsangel bzw. ein Flößerhaken, ein Zeichen dafür, dass auch in Kuppenheim das Flößergewerbe ansässig war.
Am Anwesen Friedrichstraße 68 befindet sich das älteste in Stein gehauene badische Wappen. An dieser Stelle stand ursprünglich eines der vier Stadttore, welche allesamt 1813 abgebrochen wurden.

### Städtepartnerschaften
Kuppenheim unterhält seit 1986 eine Städtepartnerschaft mit der französischen Stadt Raon-l’Étape. 2001 wurde ein Freundschaftsvertrag mit der italienischen Gemeinde Filottrano geschlossen.

## Kultur und Sehenswürdigkeiten

### Museen
In der Alten Schule in der Murgtalstraße befindet sich das örtliche Heimatmuseum.

### Musik
In Kuppenheim gibt es einen Musikverein, einen Handharmonikaverein, mit Oberndorf zwei Gesangsvereine und den Initiativkreis Kulturpflege Kuppenheim (IKK).

### Bauwerke

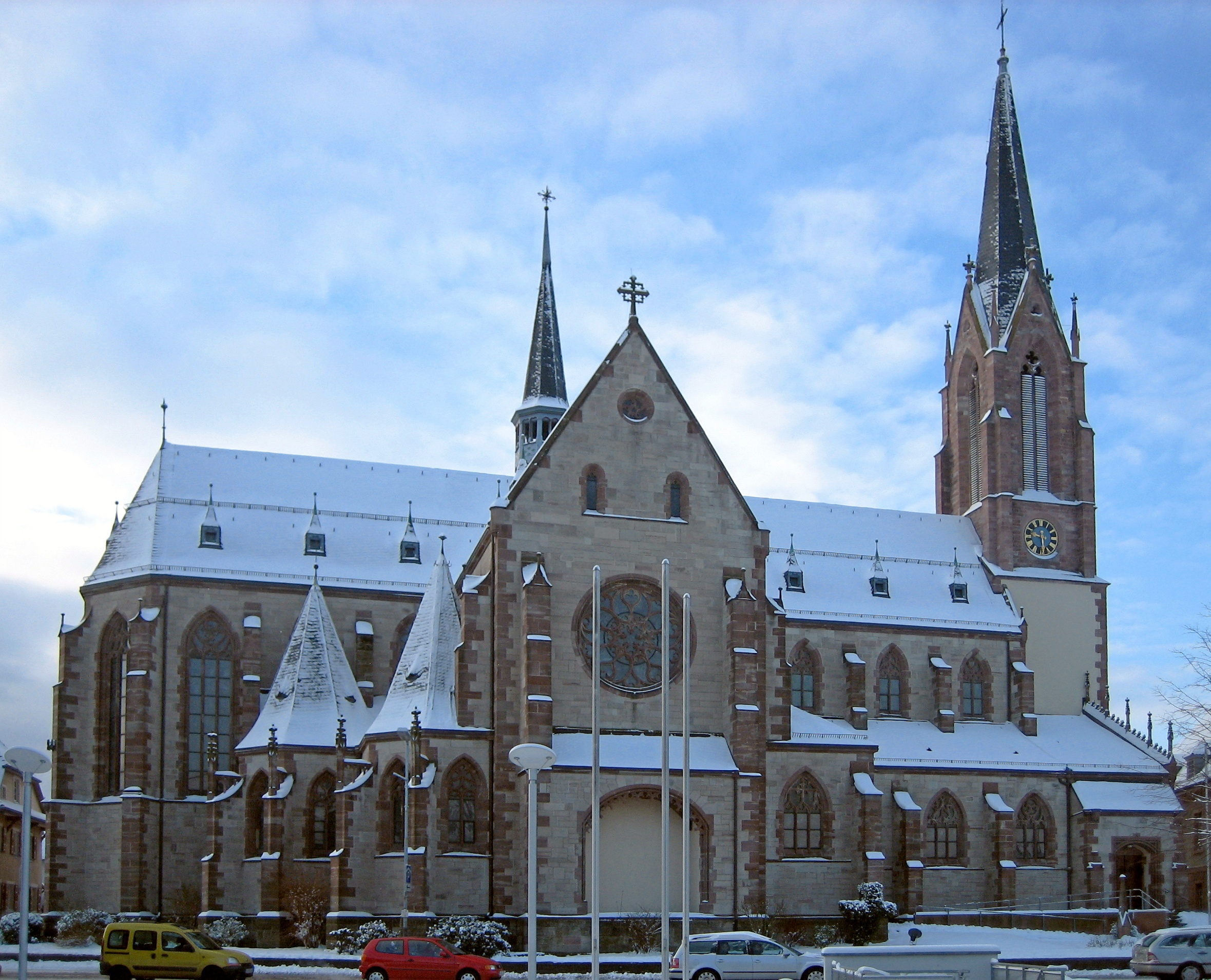
Stadtkirche St. Sebastian

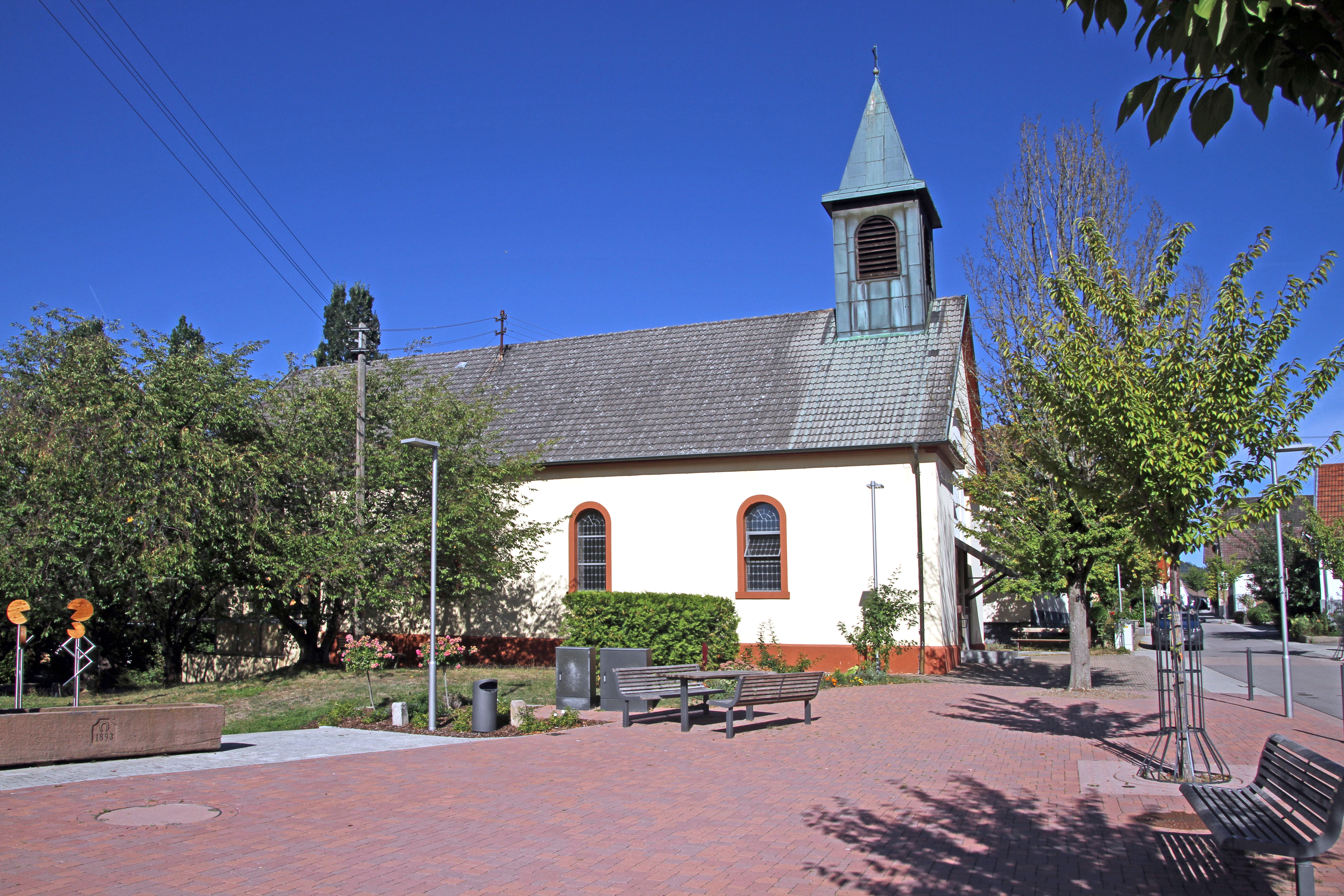
Heilig-Kreuz-Kirche im Stadtteil Oberndorf

Sehenswerte bzw. markante Bauwerke der Stadt sind:
- Die neugotische Stadtkirche St. Sebastian wurde 1902–1905 unter Einbeziehung des älteren Glockenturms nach Plänen des Karlsruher Architekten Johannes Schroth erbaut.
- Davor befindet sich das alte Rathaus aus dem 18. Jahrhundert.
- Die Stadtmauer umschließt die engen Gassen der Altstadt.
- Jüdischer Friedhof (Führungen möglich)
- Heilig-Kreuz-Kirche im Stadtteil Oberndorf
- Hallenfreibad Cuppamare (seit Sommer 2024 geschlossen)
- Das neue Rathaus auf dem neu gestalteten Friedensplatz

Schloss Favorite liegt mit seinem Park zwar nur wenige hundert Meter vom Rand der Kuppenheimer Bebauung entfernt, gehört jedoch bereits zu Rastatt.

### Natur
Knapp zwei Drittel der Kuppenheimer Gemarkung werden von den Vorbergen des Schwarzwaldes eingenommen. Auf den zahlreichen Wegen kann der Stadtwald mit seinen Tälern und Hügeln durchwandert werden, z. B. bis hinauf zur Burgruine Alt-Eberstein.

### Sport
Die Stadt Kuppenheim hat ein eigenes Sport- und Freizeitgebiet, in dem unter anderem der SV Kuppenheim seine Trainingsanlage hat. Zu diesem Gebiet zählen außerdem noch der Tennisclub, die Handball-Halle und die Hallenfußball-Anlage „Soccer-Palace“. Das 1974 eröffnete und überregional genutzte Hallenfreibad Cuppamare wurde nach der Sommersaison 2024 aufgrund maroder Bausubstanz für die Öffentlichkeit geschlossen. Schulen und Vereine können eins der Hallenbäder vorerst bis 2027 eingeschränkt weiternutzen.
Die wichtigsten Sportvereine der Stadt:
- Der 1960 gegründete „MSC Puma Kuppenheim“ gewann im Jahre 2010 seine zehnte Deutsche Motoballmeisterschaft.
- Der Schachverein „Schachgemeinschaft Rochade Kuppenheim“ wurde im Jahr 1979 gegründet. Für den stärksten Amateurverein innerhalb des „Goldenen Schach-Dreiecks“ zwischen Baden-Baden, Rastatt und Karlsruhe spielen drei Mannschaften, die erste in der Verbandsliga.
- Der 1908 gegründete Fußballverein SV Kuppenheim spielt in der Verbandsliga.
- Der Volleyball-Club Kuppenheim 1985 e. V. bietet Volleyball für alle Altersklassen: Damen, Herren, Wettkampf-Mixed, Freizeit-Mixed und Jugend.
- Die Schützengilde Kuppenheim 1863 e. V. betreibt Sportschießen in den Disziplinen Luftgewehr und Kleinkaliber. Die erste Luftgewehr-Mannschaft schießt in der Südbadenliga des Südbadischen Sportschützenverbands.

### Regelmäßige Veranstaltungen

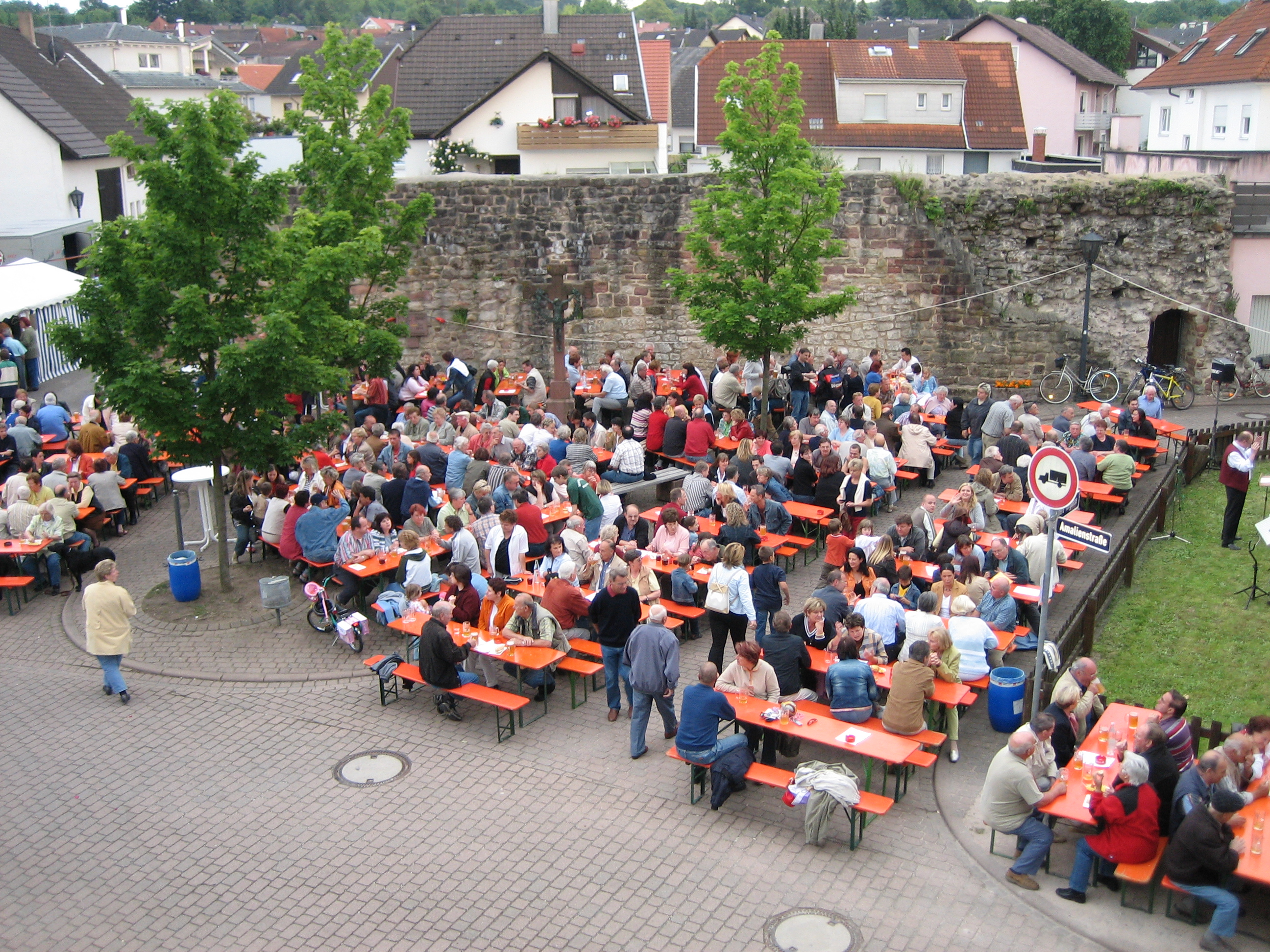
Veranstaltung vor der Stadtmauer am Oberen Torplatz

- Jeweils am ersten Wochenende im Mai und im Oktober findet der Jahrmarkt statt.
- An den Sonntagen des Jahrmarkts gibt es seit 2004 auch eine Gewerbeleistungsschau von Unternehmen aus Kuppenheim und der Region auf dem Schulhof und in der Sporthalle der Favoriteschule, an der bis zu 50 Unternehmen teilnehmen.

## Brauchtum

### 'S Riedelwiebel
Eine alte Oberndorfer Sage ist die von einer Waldfrau namens Riedelwiebel. Zu den kleinen Kindern sagte man zu früherer Zeit: „Geh net ins Riedel sonscht kommt 's Riedelwiebel!“ Das war ein Schreckgespenst aus dem Gewann „Riedel“ (Waldstück zwischen Oberndorf und Kuppenheim), dessen höchste Erhebung „Heidenburg“ heißt. Dort soll der Sage nach das goldene Kalb vergraben sein.

### Pfingstträg

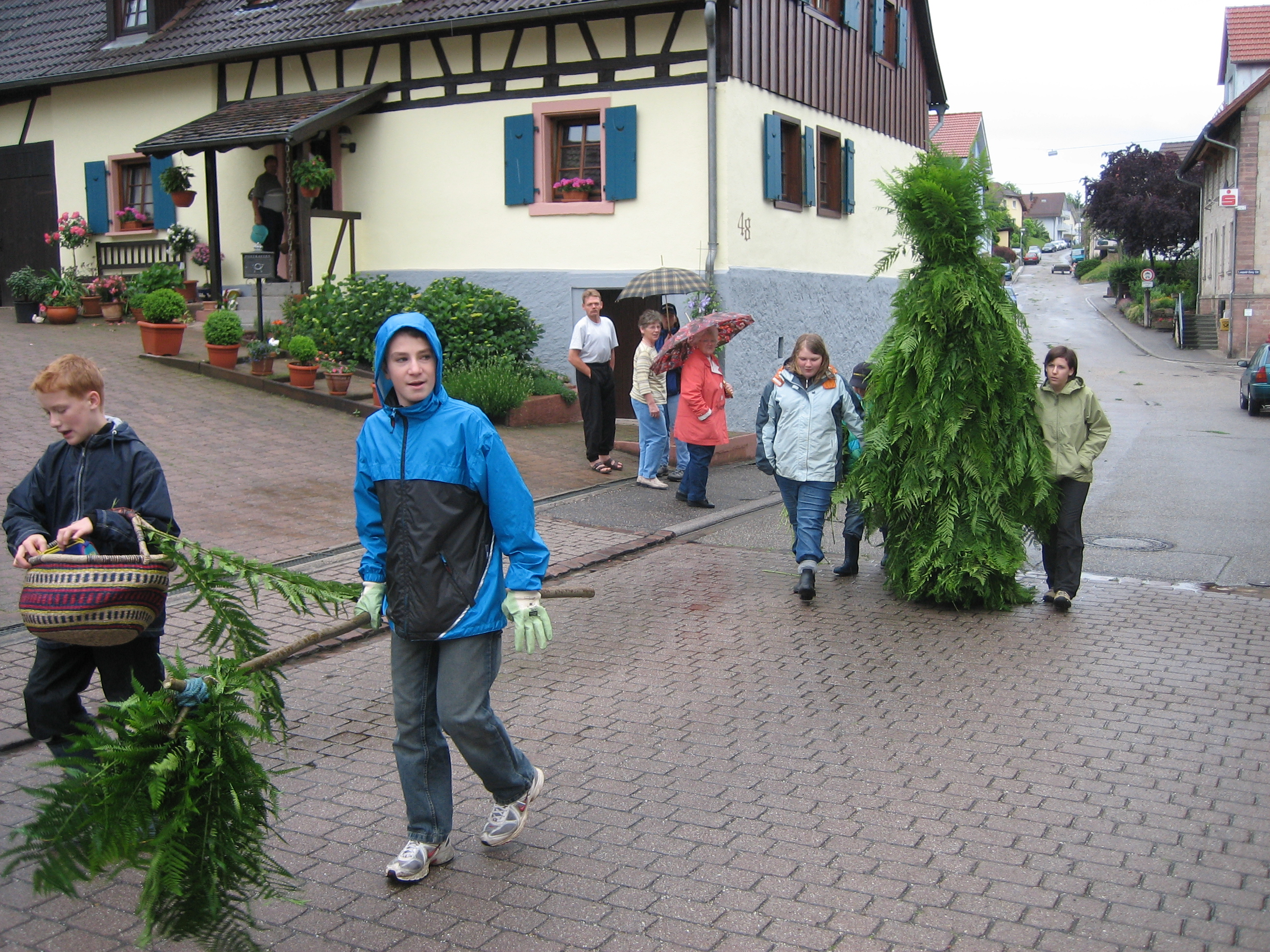
Pfingstträg

Ursprünglich im ganzen Landkreis Rastatt heimisch, hat sich dieser Brauch nur noch im Stadtteil Oberndorf erhalten. Er geht zurück auf die Sage von Pfingstkönig und -königin, welche vom Pfingstträg begleitet wurden. Dieser war ein fauler und Erbsen liebender Gesell, der vor lauter Gier nach den grünen Hülsenfrüchten stets zu spät zum Einzug des königlichen Paares erschien und dabei immer sein Pferd vergaß. Daher lautet der Spottspruch auf ihn:

„Pfingstträg, Pfingstträg, oha!

Hat Erbse g'fresse,

hat sei Roß im Stall vergesse!“

An jedem Pfingstmontag wird ein älterer Bub als Pfingstträg auserwählt und im Wald an geheimer Stelle so dicht mit Farnen und Weiden umpackt, dass er nicht mehr erkannt wird, aber auch kaum noch laufen kann. Das Sammeln des Farns übernehmen die sogenannten Teiler, welche Buben sind, die mindestens im Vorjahr beim Rätschen und beim Pfingstträg teilgenommen haben. Zu seiner Verkleidung gehört noch ein ca. 2 m langer Schweif, der von den jüngeren Buben getragen wird. Unter dem Singen des Spottliedes wird er ins Dorf geführt. Ihm voran geht ein Bub, der an einem langen Stock eine Glocke trägt und so den Pfingstträg ankündigt. Die Teiler sammeln dabei von den Anwohnern milde Gaben. Am Schluss wird der Pfingstträg wieder in den Wald geführt und seiner Verkleidung entledigt.

## Wirtschaft und Infrastruktur
Ab 1850 erlebte auch Kuppenheim einen vorindustriellen Aufschwung. Weg vom reinen Bauerndorf entwickelte es sich durch verschiedene mittelständische Unternehmen zu einer modernen Stadt: Beispielsweise wurde Kuppenheim bis in die Nachkriegszeit wegen der heute nicht mehr existenten Kofferfabrik Schaeuble als „Badische Kofferstadt“ bezeichnet; später folgten weitere gleichgelagerte Betriebe. Maßgeblich dazu beigetragen hat die Lage in der Technologieregion Karlsruhe, eingebettet zwischen den Automobilstädten Rastatt und Gaggenau sowie dem Weltbad Baden-Baden.
Ab den 1980er Jahren wurden die Industriegebiete stark erweitert, sodass diese bereits mehr als ein Drittel der gesamten bebauten Fläche der Kernstadt einnehmen.

### Verkehr

#### Schienenverkehr

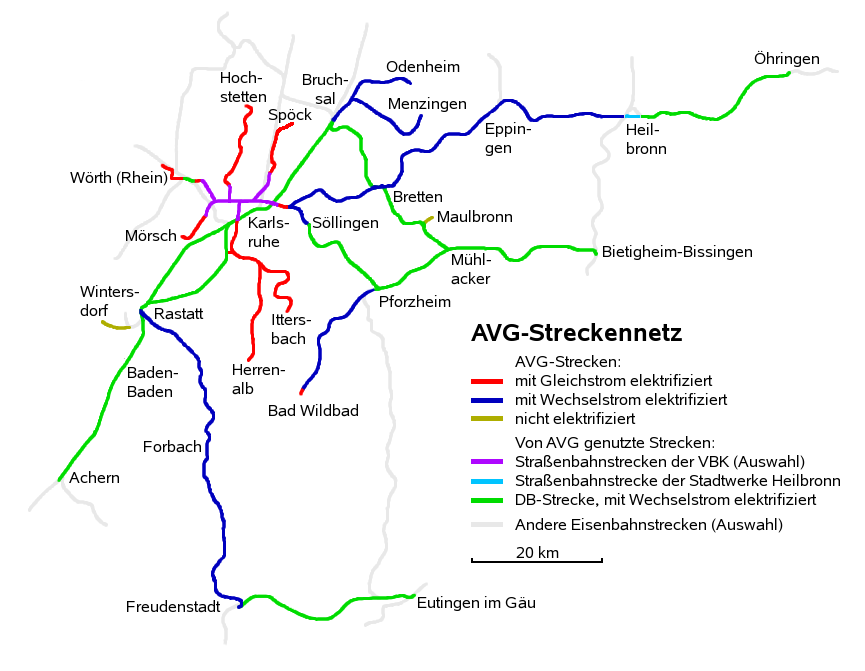
Streckennetz der Karlsruher Stadtbahn

Kuppenheim besitzt einen Bahnhof am zweigleisig ausgebauten Streckenteil Kuppenheim–Bad Rotenfels der Murgtalbahn, auf welcher nach der von 2000 bis 2004 erfolgten Elektrifizierung die durch die Albtal-Verkehrs-Gesellschaft (AVG) betriebenen Linien S8 und S81 der Stadtbahn Karlsruhe verkehren und umsteigefreie Verbindungen nach Rastatt, Karlsruhe, Bruchsal, Menzingen, Odenheim, Gaggenau, Gernsbach, Forbach (Schwarzwald), Freudenstadt sowie Eutingen im Gäu ermöglichen. Dabei fährt die S8 stündlich ab dem Albtalbahnhof als Straßenbahn in die Karlsruher Innenstadt und die Linie S81 in gleichem Takt zum Karlsruher Hauptbahnhof.
Von Ende Juli bis Mitte Oktober hält der Radexpress „Murgtäler“ auf seiner Fahrt von Ludwigshafen über Mannheim, Heidelberg und Karlsruhe nach Freudenstadt Hbf auch in Kuppenheim.
Im recht stattlichen Bahnhofsgebäude des Bahnhofs Kuppenheim, welches bei der Eröffnung der Stadtbahn auf der Murgtalbahn noch von der Deutschen Bahn genutzt wurde, befindet sich heute das Bistro am Bahnsteig.

#### Busverkehr
Vom Bahnhof Kuppenheim aus fahren Busse der Linie 243, welche von Südwestbus betrieben werden, u. a. direkt nach Baden-Baden zum Augustaplatz.

#### Fernstraßen
Die Bundesautobahn 5 passiert Kuppenheim an der westlichen Stadtgrenze. Von der Ausfahrt Rastatt-Nord führt die vierspurig ausgebaute B 462 nach Kuppenheim.

#### Radverkehr
Durch Alltagsrouten aus dem Radnetz Baden-Württemberg ist Kuppenheim
- über Muggensturm und Malsch mit Ettlingen,
- über den Ortsteil Oberndorf mit Gaggenau und Gernsbach und
- mit Rastatt  und über dessen Stadtteil Plittersdorf mittels Fähre Richtung Seltz verbunden.

Durch Kuppenheim verlaufen die folgenden Landes-Radfernwege: 
- Der Badische Weinradweg[12] führt von Grenzach-Wyhlen am Hochrhein nach Laudenbach im Rhein-Neckar-Kreis, dabei werden sieben der neun badischen Weinanbaugebiete untereinander verbunden. Er führt von Baden-Baden (Stadtteile Oos und Haueneberstein) nach Kuppenheim und verläuft weiter über den Stadtteil Rauental und über Muggensturm nach Malsch.
- Der Naturpark-Radweg Schwarzwald Mitte/Nord führt rund um selbigen Naturpark und verläuft dabei wie der Badische Weinradweg von Oos nach Kuppenheim, aber danach über Bad Rotenfels und Oberweier nach Malsch.

Kuppenheim ist Mitglied der AGFK (Arbeitsgemeinschaft Fahrrad- und Fußverkehrsfreundlicher Kommunen) in Baden-Württemberg.

### Medien
Immer donnerstags erscheint in Kuppenheim und Bischweier das Kommunal-Echo, welches neben den lokalen Nachrichten auch Vereinen als Informationsplattform dient.

### Bildung
- Grundschule Oberndorf
- Favoriteschule (Grund- und Hauptschule)
- Werner-von-Siemens-Realschule

### Ansässige Unternehmen
- Mercedes-Benz Group: Das nördlich der Murg gelegene Mercedes-Benz-Werk Kuppenheim mit (Stand 2024) etwa 950 Beschäftigten wurde 2009 als Presswerk gegründet.[14] Im Oktober 2024 eröffnete Mercedes-Benz in Anwesenheit von Bundeskanzler Olaf Scholz daneben eine Batterierecycling-Fabrik als Pilotprojekt für ein mechanisch-hydrometallurgisches Verfahren mit hoher Recyclingquote.[15][16]

## Persönlichkeiten

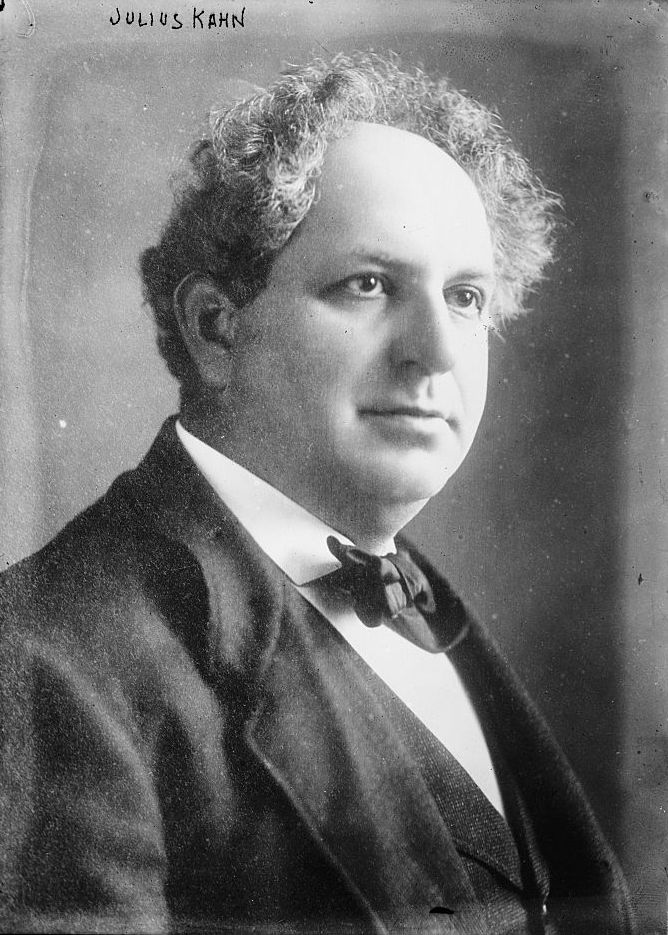
Julius Kahn

### Söhne und Töchter der Stadt
- Thekla Trück (1739–1808), Zisterzienserin, Äbtissin von Lichtenthal
- Julius Kahn (1861–1924), amerikanischer Kongressabgeordneter
- Johann Schaeuble (1904–1968), Anthropologe, Erbbiologe und Hochschullehrer
- Warnfried Dettling (* 1943), Politologe und Publizist
- Wolfgang Raub (* 1954), Koch, mit einem Stern im Guide Michelin ausgezeichnet
- Ulrich Maximilian Schumann (* 1964), Kunst- und Bauhistoriker sowie Museologe

Ehepaar Erwin und Theresia Roos
Erwin Roos war Unternehmer und Kunstmaler. Er übernahm 1923 von seiner Mutter eine Farbenfabrik. 1934 wurde nach seinen Plänen das Kriegerdenkmal am Wörtelstadion errichtet. Erwin Roos malte auch verschiedene Ansichten von Kuppenheim. Er starb am 21. Mai 1960. Die Erwin-Roos-Straße in Kuppenheim wurde nach ihm benannt.
Seine Frau Theresia Roos war in beiden Weltkriegen Krankenschwester in verschiedenen Lazaretten und leitete die Kuppenheimer DRK-Schwestern von 1935 bis 1974. Für ihr Engagement wurde sie mit dem DRK-Ehrenzeichen und dem Bundesverdienstkreuz ausgezeichnet. Sie wurde mit weit über 100 Jahren eine der ältesten Einwohner Kuppenheims.

### Persönlichkeiten, die vor Ort gewirkt haben
- Thomas Grochowiak (1914–2012), Maler, sein Atelier befand sich in der Rheinstraße

### Persönlichkeiten, mit Wurzeln in Kuppenheim
- Tim Walz (* 1964), Gouverneur von Minnesota, Kandidat für das Amt des Vizepräsidenten von Kamala Harris bei der US-Präsidentschaftswahl 2024. Der Ururgroßvater von Walz soll 1867 in die USA ausgewandert sein. Ein anderer Vorfahre soll laut Recherchen sogar Bürgermeister gewesen sein.[17][18]